# Mohammad Hossein Fahmideh
Mohammad Hossein Fahmideh (em persa: محمد حسین فهمیده; 
6 de maio de 1967 - 30 de outubro de 1980) foi uma criança-soldado iraniana e um ícone da Guerra Irã-Iraque. Durante a Primeira Batalha de Khorramshahr em 1980, ele serviu com os Basij e lutou contra as forças invasoras do Iraque dentro e ao redor da cidade de Khorramshahr. Fahmideh é creditado por ter interrompido o avanço de uma coluna de tanques iraquianos depois de pular sob um tanque e detonar um cinturão de granadas completo, matando-se no processo. Ele é celebrado como um herói de guerra no Irã.